# Listă de actori bulgari
Aceasta este o listă de actori și actrițe din Bulgaria. 
| - Nikola Anastasov - Ivan Andonov - Darin Angelov - Nikolay Angelov - Iskra Angelova - Martina Apostolova - Boris Arabov - Atanas Atanasov - Marian Bacev - Stoyan Bachvarov - Kunka Baeva - Ivan Barnev - Rosen Belov - Vasil Binev - Nikolay Binev - Asen Blatechki - Boris Borozanov - Radina Borșoș - Ivaylo Brusovski - Adriana Budevska - Yoana Bukovska - Zhorzheta Ceakarova - Rusi Ceanev - Andrei Ceaprazov - Liuben Ceatalov - Gheorghi Cerkelov - Boris Cernev - Petar Cernev - Encho Danailov - Stefan Danailov - Ruja Delceva - Kliment Dencev - Mariana Dimitrova - Tania Dimitrova - Ivan Dimov - Hristo Dinev - Radko Dishliev - Nina Dobrev - Kamen Donev - Vancea Doiceva - Maya Dragomanska - Moshe Dvoretzky - Spas Dzhonev - Georgi Dzhubrilov - Paraskeva Dzhukelova - Katerina Evro - Itzhak Fintzi - Domna Ganeva - Hristo Garbov - Vasil Ghendov - Anghel Gheorghiev - Gheorghi Gheorghiev-Gheț - Stefan Ghețov - Violeta Ghindeva - Velyo Goranov - Kiril Gospodinov | - Svetlana Ianceva - Marin Ianev - Stanislav Ianevski - Nenceo Ilcev - Valeri Iordanov - Zorka Iordanova - Nona Iotova - Ivan Ivanov - Hristo Jivkov - Milena Jivkova - Liubomir Kabakciev - Viktor Kalev - Gheorghi Kaloiancev - Velko Kanev - Dimitar Karamalakov - Apostol Karamitev - Petar Kaukov - Vesela Kazakova - Krasimira Kazandzhieva - Svilena Kidess - Olga Kirceva - Lyudmil Kirkov - Asen Kisimov - Konstantin Kisimov - Hristo Kodzhabashev - Nevena Kokanova - Nasko Kolev - Todor Kolev - Elen Koleva - Stefaniya Koleva - Victoria Koleva - Ivan Kondov - Konstantin Kotsev - Tinka Kraeva - Sasha Krusharska - Marius Kurkinski - Sofiya Kuzeva - Krastyo Lafazanov - Milka Lambreva - Ivan Laskin - Tatyana Lolova - Boris Lukanov - Silviya Lulceva - Gheorghi Mamalev - Dimitar Mancev - Tzvetana Maneva - Igor Markovski - Ventsislav Martinov - Nikolay Masalitinov - Tanya Masalitinova - Stefan Mavrodiev - Sotir Maynolovski - Ruslan Maynov - Stoycho Mazgalov | - Vasil Mihaylov - Yavor Milushev - Hristo Mincev (Pileto) - Rașko Mladenov - Hristo Mutafciev - Mihail Mutafov - Stoyanka Mutafova - Ivan Nalbantov - Lyubomir Neikov - Nikolay Nikolaev - Nikolay Nikolov - Pepa Nikolova - Maya Novoselska - Grisha Ostrovski - Ivan Panev - Dimitar Panov - Georgi Partsalev - Katya Paskaleva - Svetoslav Peev - Anea Penceva - Vladimir Penev - Bilyana Petrinska - Vladislav Petrov - Snezhina Petrova - Georgi Popov - Vasil Popov - Elzhana Popova - Pavel Poppandov - Petar Popyordanov - Boriana Punceva - Dimitar Racikov - Iskra Radeva - Anton Radicev - Krasimir Radkov - Bashar Rahal - Veselin Rankov - Đoko Rosić - Mariya Rusalieva - Georgi Rusev - Aleksandar Sano - Mariya Sapundzhieva - Krastyu Sarafov - Yosif Sarceadjiev - Aleksandra Sarceadjieva - Hristo Șopov - Naum Șopov - Stefan Șterev - Silvestar Silvestrov - Plamen Sirakov - Eli Skorceva - Petar Slabakov - Slavka Slavova | - Elena Snezhina - Aneta Sotirova - Ginka Stanceva - Mariya Statulova - Albena Stavreva - Galin Stoev - Valentin Tanev - Leda Taseva - Svetlana Terzieva - Nikola Todev - Zlatina Todeva - Toncho Tokmakchiev - Filip Trifonov - Slavi Trifonov - Daniel Țocev - Kosta Țonev - Bella Țoneva - Vania Țvetkova - Dimitar Tudzharov - Bobi Turboto - Gheorghi Vacev - Grigor Vachkov - Martina Vachkova - Ani Valchanova - Stefan Valdobrev - Kiril Variyski - Vasil Vasilev-Zueka - Dobrin Vekilov - Yulian Vergov - Simeon Vladov - Kamen Vodenicharov - Eva Volițer - Rangel Vulceanov - Ilka Zafirova - Lina Zlateva - Lyubomir Zolotovich - Veneta Zyumbyuleva |